# 递吾寺
递吾寺，位于西藏自治区日喀则市江孜县藏改乡杂吾达村，是一座藏传佛教女尼的寺院。

## 简介
递吾寺是位于西藏自治区日喀则市江孜县藏改乡杂吾达村的一座藏传佛教寺院。
2012年，递吾寺尼師白玛曲吉被评为西藏自治区爱国守法先进僧尼。